# Abigail Brand
Pour les articles homonymes, voir Brand.
Abigail Brand est une super-héroïne appartenant à l’univers de Marvel Comics. Créé par le scénariste Joss Whedon et le dessinateur John Cassaday, le personnage de fiction apparaît pour la première fois dans le comic book Astonishing X-Men no 6 en 2004.

## Biographie du personnage
Fille d'un père extraterrestre à la fourrure bleue et d'une humaine, Abigail Brand – nom qui serait apparemment un pseudonyme – est la directrice du SWORD, la branche spatiale du SHIELD, chargée de répondre aux menaces extra-terrestres. Elle coopère bon gré mal gré avec les X-Men face à Ord, l'agent du Breakworld. Elle informe ses alliés que Lockheed, le petit dragon de Kitty Pryde, est lui aussi agent du SWORD. Lorsque la Terre manque d'être détruite par un missile du Breakworld, Abigail et Le Fauve se rapprochent au point d'entamer une liaison amoureuse. Durant cette période, elle lui révèle son héritage extraterrestre, source de ses cheveux verts et de sa facilité pour les langues extra-terrestres.
Lors des événements de Secret Invasion, elle se révèle d'une aide précieuse pour les humains, notamment en délivrant Red Richards. Plus récemment, elle aide les X-Men dans l'affaire des boîtes à Fantômes créées par Forge. Elle les détruit ainsi que la base de ce dernier.   

## Pouvoirs et capacités
Abigail Brand peut générer de la chaleur par ses mains, néanmoins elle n'utilise ce pouvoir que rarement. On ignore si elle est une mutante ou si ses pouvoirs lui viennent de son père. C'est également un agent d'élite du SHIELD, rompue au corps à corps et experte dans le maniement des armes à feu.